# بانک سومیتومو میتسویی

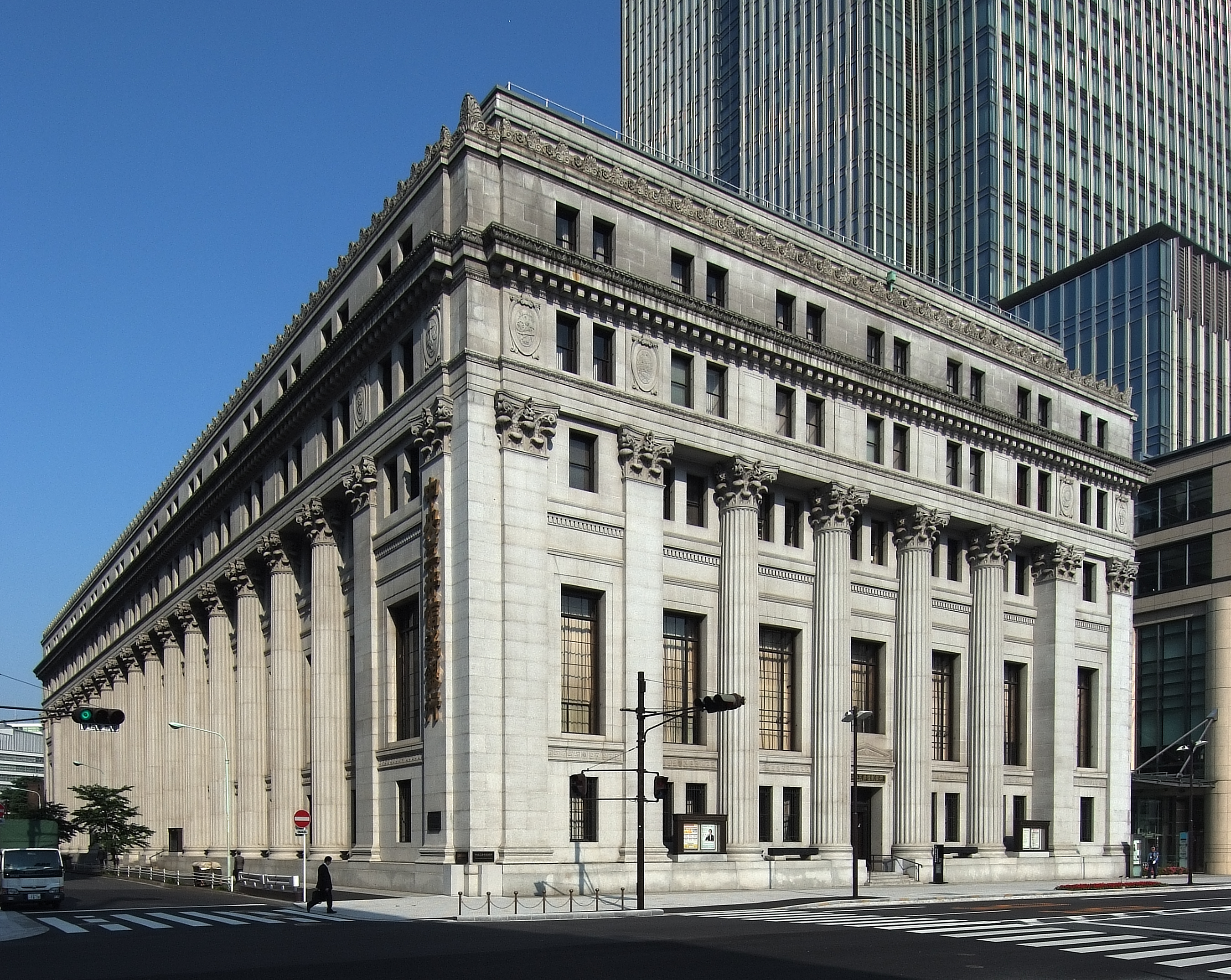
ساختمان مرکزی بانک سومیتومو میتسویی، در چیودا، توکیو

بانک سومیتومو میتسویی (به ژاپنی: 株式会社三井住友銀行) بانک ژاپنی است، که شرکت تابعه‌ای از گروه مالی سومیتومو میتسویی به‌شمار می‌آید و از سال ۲۰۰۹ به‌عنوان دومین بانک بزرگ ژاپن شناخته می‌شود.
بانک سومیتومو میتسویی در سال ۱۹۹۶ از ادغام چندین بانک کوچک و بزرگ ژاپنی راه‌اندازی شد، که شناخته شده‌ترین آنها عبارتند از: ساهورا بانک (تأسیس: ۱۸۷۶) و سومیتومو بانک (تأسیس: ۱۸۹۵). شعبه مرکزی این بانک در چیودای، توکیو قرار دارد و هم‌اکنون مالک شبکه‌ای از ۴۴۴ شعبه بانک در سراسر جهان می‌باشد.